# Ilja Nikolajewitsch Debolzew
Ilja Nikolajewitsch Debolzew (russisch Илья Николаевич Дебольцев; * 1747; † 1827 in Woronesch) war ein russischer Staatsrat, Übersetzer und Publizist.

## Leben
Debolzew war Sohn eines Kanzleibediensteten und besaß Landgüter im Gouvernement Woronesch und Jekaterinoslaw. Er besuchte das Universitätsgymnasium an der Universität Moskau und begann 1767 das Studium an der Universität Moskau. Gleichzeitig arbeitete er auf eigenen Wunsch in der neuen Gesetzgebungskommission, in der er 1769 Kollegienregistrator wurde.
Debolzew war Mitglied des Kreises des Kiewer Metropoliten Jewgeni Bolchowitinow. 1769 veröffentlichte Debolzew zwei aus dem Französischen übersetzte Anekdoten. 1770 gab er ein frei übersetztes Kinderbuch heraus mit Beschreibungen von Dingen, die Kinder kennen sollten. Auch übersetzte er ein Buch über den Nutzen des Handels für die europäischen Völker. Befreundet war er mit dem Historiker und Übersetzer S. S. Baschilow.
1776 wurde Debolzew Auditor und 1778 Oberauditor in der Gesetzgebungskommission. 1783 wurde er Hofrat im Zivilgerichtsamt in Woronesch und 1786 Vorsitzender des 2. Departements des Gouvernements Woronesch. 1797 wurde er zum Staatsrat ernannt. Noch im gleichen Jahr schied er aus dem Dienst.
Debolzew war verheiratet mit Jelisaweta Iwanowna Gardenina und hatte 5 Kinder. Ihre Tochter Anna heiratete den Artillerieoffizier und späteren Generalleutnant Semjon Semjonowitsch Masaraki. Auf die Familie Debolzew bezog sich der inoffizielle Name Debolzowka des Dorfes Iljinka im Gouvernement Jekaterinoslaw, aus dem die Stadt Debalzewe wurde.